# Willard Brown
Willard Jessie Brown (Shreveport, 26 giugno 1915 – Houston, 4 agosto 1996) è stato un giocatore di baseball statunitense di ruolo esterno nelle Negro League e nella Major League Baseball (MLB). È stato inserito nella National Baseball Hall of Fame nel 2006.

## Carriera
Brown iniziò la carriera professionistica nel 1936 con i Kansas City Monarchs delle Negro League, imponendosi come uno dei migliori battitori della lega e giocandovi fino a quando dovette arruolarsi nell'Esercito per la seconda guerra mondiale nel 1944. Giocò brevemente nelle major leagues nel 1947, quando firmò coi St. Louis Browns. Il 20 luglio, Brown e Henry Thompson giocarono contro i Boston Red Sox. Fu la prima volta che due giocatori neri apparvero assieme in una gara della MLB. Lottò col razzismo endemico presente nella lega nel corso della stagione, lasciandola dopo 21 gare, non prima di essere diventato il primo afroamericano a battere un fuoricampo nella storia dell'American League. Tonrò ai Monarchs per le ultime tre stagioni della carriera dal 1948 al 1950.